# منهو ولدنا (مسلسل)
منهو ولدنا، مسلسلٌ تلفزيوني سعودي، عرضت قناة إم بي سي 1 موسمه الأول في شهر رمضان لعام 1443 الموافق في السنة الميلادية 2022. أخرجه منير الزعبي وكتبه سامي فليح، فيما عرضت الموسم الثاني عام 2023.

## القصة
قصة المسلسل عن شابين، أحدهما غني والآخر فقير، يتبادلان الأدوار نتيجة حدثٍ تراجيدي وقع في الماضي، ليأخذ كلٌّ منهما مكان الآخر بعد 30 عاماً، ويعيش حياةً مختلفة تماماً عن الماضي. ويُبرز العمل كيف يتأقلم الغني مع المجتمع الفقير، وكيف يعيش الفقير حياة الغني. العمل من إخراج منير الزعبي، وإنتاج عماد العنزي، وكتابة سامي الفليح، وعُرِض على شاشة (إم بي سي).

## طاقم العمل

### الممثلون
- إبراهيم الحجاج
- فايز بن جريس
- خالد الفراج
- هند محمد
- علي الحميدي
- خيرية أبو لبن
- حكيم جمعة
- ريم العلي
- سعيد صالح
- محمد الجبرتي
- علي الشهابي
- عادل الزهراني
- مهدي الناصر
- إسراء عبد العزيز
- خديجة أشرف
- آلاء شاكر
- فاطمة الشريف
- عهود السامر
- ريم الحبيب (ضيفة شرف)
- محمد القحطاني (ضيف شرف)
- فيصل الدوخي (ضيف شرف)

### إخراج
- منير الزعبي (مخرج)
- ياسمينة المصري (مخرج منفذ)
- حسن الشماسي (مخرج مساعد)

### إنتاج
- تلفزيون MBC (منتج)
- Platform Media Production (منتج منفذ)
- تمارا السامرائي (مدير الإنتاج)

### بقية طاقم العمل
- سامي الفليح (مؤلف)
- أليساندرو مارتيلا (مدير التصوير)
- علي أصغر عارفي (ماكيير)
- أنس شابسوغ (مونتير)
- خلف الحربي (إشراف عام)
- أغيد صيداوي (مهندس الصوت)